# Питерцов, Андрей Валерьевич
Андре́й Вале́рьевич Питерцо́в (род. 30 ноября 1984, Москва) — российский спортсмен-рыболов, мастер спорта международного класса (2008), четырёхкратный чемпион мира по спиннинговой ловле (с лодки, с берега, 2 по ловле басса), трёхкратный вице-чемпион мира по спиннинговой ловле, пятикратный лучший рыболов года (2012, 2017, 2019, 2020, 2024). Чемпион кубка России по итогам 2007, 2008, 2009 годов; Чемпион Москвы и России в сезонах 2006—2007, Победитель этапов рыболовного турнира Pro Anglers League (PAL): PAL 2013 Этап 1, PAL 2017 Этап 2, PAL 2019 Этап 1, 2, PAL 2020 Этап 1 и 2, PAL 2022 Этап 2, PAL 2023 Этап 1, PAL 2024 Этап 1 . Основатель бренда рыболовных товаров «Andrey Pitertsov System» (APS). Кроме рыболовного спорта Андрей Питерцов увлекается автоспортом, кольцевыми гонками, ралли, дрифтом, трофи-рейдами, плаванием, фридайвингом.

## Биография
Андрей Валерьевич Питерцов родился 30 ноября 1984 года в Москве в семье инженеров. В 1990 году впервые пошёл на рыбалку с дедушкой на местный пруд. В 1996 году купил первый рыболовный журнал, из которого узнал о спиннинговой ловле. После этого ходил на рыболовные выставки и осваивал рыбалку на местной реке. В 2001 году окончил школу, поступил в институт и вступил в состав детского спортивного клуба «Вымпел». Первым тренером Андрея Питерцова стал Николай Николаевич Лазутенков. Вступив в клуб, поехал на соревнования, впоследствии выиграв их. В 2001 году выиграл соревнования в Бронницах. В мае 2001 года вошёл в основной состав спортивного клуба «Вымпел». В это время Андрей Питерцов познакомился с известными рыбаками: Юрием Сипцовым, Александром Рудаковым, Денисом Вихровым.

### Российские соревнования
В 2004 году, после спортивного клуба «Вымпел», перешёл в Московский спортивный рыболовный клуб (МСРК). Там он познакомился с известными рыбаками: Максимом Селивановым, Максимом Дыдыкиным, Владимиром Клюквиным, Михаилом Калединым. В 2006 году Андрей закончил институт и в этом же, 2006 году, выиграл первый и второй этапы первого дивизиона Российской спиннинговой лиги. В 2007 году он выиграл четвёртый этап кубка России — «Кубок Академии рыболовного мастерства», занял третье место в кубке России «Волжские звезды — 2007», седьмое место во втором этапе Кубка России, и второе место — в третьем.
В 2009 году во втором этапе Кубка России по спиннингу на реке Волге Андрей Питерцов занимает четвёртое место. В том же году, но уже в четвёртом этапе Кубка России по спиннингу, который проходил так же на реке Волге Андрей Питерцов занимает первое место. В следующем, 2010 году, на Кубке России Андрей Валерьевич занимает третье место как в первом этапе, так и во втором.
В 2011 году на чемпионате России по спиннингу команда «Москва-5» заняла восьмое место. В 2024 году Андрей Питерцов вместе с Алексеем Никишиным выиграли 2 сезон в рыболовном шоу-турнире по спиннинговой ловле с лодок Hot Spot Pike 2024.

#### Pro Anglers League
В 2005 году познакомился с Вадимом Гиндиным — основателем рыболовного турнира Pro Anglers League. Pro Anglers League является элитным спиннинговым турниром в России, призовой фонд которого составляет несколько миллионов рублей. В 2012 году прошёл первый турнир PAL — 2012, в котором экипаж Андрей Питерцов — Андрей Живин занял первое место, набрав 810 баллов. В 2013 году по результатам PAL — 2013 экипаж Андрей Питерцов — Андрей Живин занял третье место, набрав 690 баллов. В 2015 году по итогам PAL — 2015 экипаж Андрей Питерцов — Дмитрий Щербаков занял третье место и набрал 724 балла. В 2016 году по результатам PAL — 2016 Андрей Питерцов и Александр Волынкин заняли третье место, набрав 708 баллов. 2017 год — PAL — 2017, экипаж Андрей Питерцов — Дмитрий Елисеев заняли первое место и набрали 740 баллов. В 2018 году Андрей Питерцов и Дмитрий Елисеев заняли четвёртое место по результатам PAL — 2018. 2019 год — экипаж Андрей Питерцов — Дмитрий Елисеев занял первое место по итогам турнира PAL — 2019. В 2020 году по результатам турнира PAL — 2020 Андрей Питерцов и Дмитрий Елисеев заняли первое место. 2021 год — экипаж Андрей Питерцов — Дмитрий Елисеев занял четвёртое место по результатам PAL — 2021, набрав 508 баллов. В 2022 году по результатам PAL — 2022 экипаж Андрей Питерцов — Дмитрий Елисеев занял второе место, набрав 565 баллов. В 2023 году по итогам PAL — 2023 Андрей Питерцов и Дмитрий Елисеев заняли третье место и набрали 555 баллов.

### Международные соревнования
В 2008 году на чемпионате России по спиннингу в Саратовской области Андрей Питерцов в команде с Максимом Селивановым и Максимом Дыдыкиным заняли седьмое место в командном зачёте. На этих соревнованиях Андрей Питерцов занял третье место в первом туре и 21 место во втором туре. В 2019 году прошёл европейский турнир X Soner Euro Cup по ловле басса (большеротого окуня) на озере Сихара. Участвовало 114 экипажей, 3 из них представляли Россию. Экипаж Вадима Гиндина и Андрея Питерцова занял четвёртое место.

### Соревнования по миру
В 2007 году на чемпионате мира по ловле хищной рыбы с берега в Словакии сборная России заняла первое место. В финале Андрей Питерцов и чешский спортсмен поймали по 30 кг форели. В 2008 году прошёл чемпионат мира по ловле басса в Италии на озере Гарда. Сборная России заняла третье место, в её состав входил Андрей Питерцов. В 2013 году на IX чемпионате мира по ловле басса сборная России заняла первое место в личном и командном зачёте. Чемпионат проходил в городе Кордова, на водохранилище Ла-Брена, Испания. На протяжении всего чемпионата каждый день сборная России занимала первые места.

## Достижения и спортивные титулы
- Четырёхкратный чемпион мира по спиннингу.
- Трёхкратный вице-чемпион мира по спиннингу.
- Четырёхкратный лучший рыболов года (2012,2017,2019,2020).
- Чемпион кубка России по итогам 2007, 2008, 2009 годов.
- Чемпион Москвы и России в сезонах 2006 — 2007.
- Победитель турниров PAL: PAL 2012 (1 место), PAL 2013 (3 место), PAL 2015 (3 место), PAL 2016 (3 место), PAL 2017 (1 место), PAL 2019 (1 место), PAL 2020 (1 место), PAL 2022 (2 место), PAL 2023 (3 место).
- Мастер спорта международного класса (2008 год).

## Результаты

### Статистика спортсмена
| Турнир   | Итоговый рейтинг, место | Экипаж              | Итоговый рейтинг, баллы |
| -------- | ----------------------- | ------------------- | ----------------------- |
| PAL 2023 | 3                       | Питерцов — Елисеев  | 555                     |
| PAL 2022 | 2                       | Питерцов — Елисеев  | 565                     |
| PAL 2021 | 4                       | Питерцов — Елисеев  | 508                     |
| PAL 2020 | 1                       | Питерцов — Елисеев  | 600                     |
| PAL 2019 | 1                       | Питерцов — Елисеев  | 885                     |
| PAL 2018 | 4                       | Питерцов — Елисеев  | 675                     |
| PAL 2017 | 1                       | Питерцов — Елисеев  | 740                     |
| PAL 2016 | 3                       | Питерцов — Волынкин | 708                     |
| PAL 2015 | 3                       | Питерцов — Щербаков | 724                     |
| PAL 2014 | 7                       | Питерцов — Живин    | 650                     |
| PAL 2013 | 3                       | Питерцов — Живин    | 690                     |
| PAL 2012 | 1                       | Питерцов — Живин    | 810                     |

### Рекорды
20 октября 2022 года во время рыболовного турнира Pro Anglers League 2022 на Куйбышевском водохранилище в финальном этапе экипаж Андрей Питерцов — Дмитрий Елисеев побил рекорд в номинации «Самый большой вес за этап в 3 тура», поймав 81720 грамм рыбы. Во втором туре экипаж побил рекорд в номинации «Самый большой вес за этап в 2 тура» и поймал 62300 грамм рыбы.Во время финального этапа экипаж побил рекорд в номинации «Самый большой вес в туре», поймав 38520 грамм рыбы.
23 октября 2019 года во время финального этапа PAL 2019 на реке Волге в финальном этапе экипаж Андрей Питерцов — Дмитрий Елисеев побил рекорд турнира в номинации «Самый большой вес за сезон», поймав 127376 грамм рыбы.
19 октября 2016 года во время финального этапа PAL 2016 на Волгоградском водохранилище экипаж Андрей Питерцов — Александр Волынкин побил рекорд турнира в номинации «Наибольший вес за всю историю турниров Pro Anglers League», поймав 293166 грамм рыбы.

## Блогерство
Видео Питерцова выходят на ютуб-канале Fishing Studio.